# Wiktor Frantz
Wiktor Frantz (ur. 30 listopada 1904 w Tarnopolu, zm. 26 lipca 1980 w Krakowie) − polski filozof, bibliofil, dziennikarz, literat, orientalista i działacz harcerski, redaktor Spółdzielni Wydawniczej „Czytelnik” (1945–1956) i Wydawnictwa Literackiego (1956–1969).

## Życiorys
Wiktor Frantz był synem Ludwika Frantza, pracownika urzędu skarbowego, i Zofii Kozarskiej. Po ukończeniu c. k. II tarnopolskiego gimnazjum w 1923 roku rozpoczął studia na Uniwersytecie Jana Kazimierza we Lwowie. Studiował do 1932 roku, kiedy uzyskał tytuł magistra filozofii, z przerwą na odbycie służby wojskowej w latach 1929−1930. Od dzieciństwa związany był z harcerstwem, jeszcze w Tarnopolu był drużynowym, a podczas studiów pracował jako redaktor i dziennikarz lwowskiego pisma „Skaut”. Uczestniczył również w III Międzynarodowym Zlocie Skautów (Jamboree) w 1929 roku.
W 1932 roku rozpoczął pracę jako nauczyciel jednego z lwowskich gimnazjów, zaś od następnego roku także jako redaktor techniczny w Państwowym Wydawnictwie Książek Szkolnych. Równolegle publikował w czasopismach „Sygnały” i „Wczoraj-Dziś-Jutro”. W 1934 roku wydał pierwszą książkę: Z bocianich wypraw i przygód. Cały czas pozostawał w kręgu redakcji „Skauta”, będąc kilkakrotnie jego redaktorem naczelnym, w tym w ostatnim okresie istnienia pisma przed wybuchem II wojny światowej. W 1939 roku został powołany do wojska i wziął udział w kampanii wrześniowej.
Po zakończeniu walk powrócił do Lwowa. Do 1943 pracował jako redaktor w różnych wydawnictwach, ale brak środków materialnych zmusił go, wraz z żoną (od 1934 roku) Wandą Piskorską, do wyjazdu z miasta. W 1945 roku dotarli do Gniezna, gdzie Wiktor Frantz podjął pracę w Powiatowym Oddziale Informacji i Propagandy. Pod koniec roku przeprowadził się do Krakowa, gdzie został zatrudniony w dziale wydawniczym Spółdzielni Wydawniczej „Czytelnik”. Przez pewien czas pracowała tam również jego żona.
W grudniu 1956 przeszedł do krakowskiego Wydawnictwa Literackiego, gdzie pozostał pracował jako kierownik Redakcji Technicznej aż do przejścia na emeryturę w 1969. W tym czasie wydał opracowanie Szata graficzna gazety (1966) i publikował w „Zeszytach Prasoznawczych”. Zajmował się również orientalistyką, interesując się głównie Mongolią. W latach 70. opublikował następujące książki: W gnieździe drukarstwa polskiego (1974), Odłamki wspomnień przez przetak pamięci przesianych (1977), Książek powijanie. Philobiblońska suita (1978).
Został pochowany na cmentarzu Rakowickim w Krakowie.

## Odznaczenia
- Złoty Krzyż Zasługi (1956, za zasługi położone przy sporządzeniu Wydania Narodowego dzieł Adama Mickiewicza)[2]
- Medal 10-lecia Polski Ludowej
- Odznaka „Zasłużony Działacz Kultury”